# Ленер, Марк
Марк Ленер (англ. Mark Lehner, род. 1950) — американский археолог, египтолог с 30-летним опытом работы, руководитель Ассоциации Изучения Древнего Египта (AERA). Его исследовательская команда занимается раскопками и картографированием плато Гизы, деревни рабочих у Великих пирамид (IV династия). Ленер установил, что Пирамида G1-a принадлежала Хетепхерес, а не царице Мерититес I, как считалось ранее.

## Образование и карьера

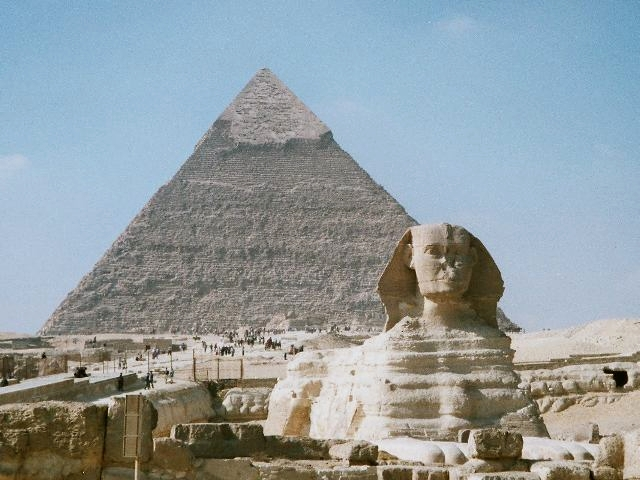
Сфинкс на плато Гиза в Египте

Марк Ленер родился в Северной Дакоте в семье министра. Студентом Ленер впервые полетел в Египет в 1973 году. Заинтригованный фантастическими идеями Эдгара Кейси из книги «Спящий Пророк» о возведении египетских пирамид атлантами, Ленер мечтал найти погребённых мифических строителей, проход под лапами Большого Сфинкса, но убедился в ложности учений Кейси. После 13 лет исследовательских работ в Египте в 1986 году Ленер вернулся в США, чтобы защитить диссертацию по теме «Археология изображения: Великий Сфинкс Гизы» (1990) в Йельском университете.
Команда Ленера в 2009 году исследовала храмовый комплекс Микерина и город у памятника царицы Хенткаус. Под эгидой Верховного Совета Древностей AERA устроила ряд археологических полевых школ для инспекторов египетских древностей, вела базовый и продвинутый курсы в Гизе, а также курсы спасительной археологии вдоль аллеи сфинксов к северу от Луксорского храма.
Ленер провёл исследование Сфинкса с точки зрения геологии, археологии, архитектуры и математического моделирования. Оказалось, древние строители использовали для своих целей особенности напластований твёрдого известняка и глиноподобного мягкого мергеля, чередование пластов которых хорошо заметны на статуе Сфинкса. С помощью компьютерного моделирования удалось восстановить внешний облик сфинкса, голова которого напоминает скульптурные изображения Хафры, с отсутствующими ныне бородой, носом и урей. Ленер подготовил единственную известную масштабную карту Сфинкса и выпустил в 1997 году книгу «The Complete Pyramids», где каталогизировал все известные на сегодня пирамиды Египта. Ленар читает лекции по Египетской археологии в Восточном Институте Чикагского университета, принял участие в «Американской ассоциации содействия развитию науки» по вопросу возраста Сфинкса в Гизе.
Ленер неоднократно участвовал в телевизионных программах National Geographic Channel о Древнем Египте и пирамидах.
Он придерживается точки зрения, что Пирамиды Гизы построены за 85 лет, в 2589—2504 годах до н. э., вопреки версии маргинальной науки, что пирамиды намного старше

## Личная жизнь
У Ленера от супруги-египтянки двое сыновей — Рамзес и Люк. Оба окончили Американский университет в Каире, являются также театральными актёрами и режиссёрами, музыкальными продюсерами. От второго брака у Марка родились дети Элиза и Александр.

## Телевизионные проекты

### Консультант
- В Великой пирамиде (Into the Great Pyramid), 2002 — консультант археологии
- Тайны Египта (Mysteries of Egypt), 1998 — научный консультант
- Спасение Сфинкса (Saving the Sphinx), 1998 — исторический консультант

### Участник
- Загадки Сфинкса (Riddles of the Sphinx), 2010
- Ключ наследия: строители пирамид (Heritage Key: Pyramid Builders), 2009
- В Великой пирамиде (Into the Great Pyramid), 2002
- Тайны фараонов: Потерянный Город пирамид  (Secrets of the Pharaohs: Lost City of the Pyramids), 2001
- Египет: тайны фараонов (Egypt: Secrets of the Pharaohs), 1997
- Мумии: рассказы из Египетской гробницы (Mummies: Tales from the Egyptian Crypts), 1996
- Тайна Сфинкса (The Mystery of the Sphinx), 1993
- Эта старая Пирамида (This Old Pyramid), 1992
- Тайны пирамид (Mysteries of the Pyramids), 1988

## Книги
- Mark Lehner. The Egyptian Heritage: Based on the Edgar Cayce Readings. - Virginia Beach: A.R.E. Press, 1974. ISBN 0-87604-071-7
- Mark Lehner. The Complete Pyramids. - Thames and Hudson, 1997. ISBN 0-500-05084-8
- Mark Lehner, Zahi Hawass. Giza and the Pyramids: The Definitive History. - University of Chicago Press, 2017 - 560 с.
- Mark Lehner. Giza Plateau Mapping Project Season 2009: Preliminary Report. - Ancient Egypt Research Associates, 2011 - 274 с.
- Mark Lehner. Giza Plateau Mapping Project: Season 2004 Preliminary Report. - Ancient Egypt Research Associates, 2009 - 56 с.